# Después de la boda
Después de la boda (en danés: Efter brylluppet) (2006) es una película danesa, dirigida por Susanne Bier y protagonizada por Mads Mikkelsen y Sidse Babett Knudsen. Con una estética cercana a la de Dogma 95, pero sin seguir al pie de la letra todas las reglas del movimiento.

## Argumento
Jacob es un danés que está a cargo de un orfanato que afronta serios problemas económicos en la India. Tiene una muy buena relación con los niños del lugar, especialmente con un niño en particular, llamado Pramod. Jorgen, un multimillonario hombre de negocios danés, le pide a Jacob que viaje a Copenhague para recibir una donación para el orfanato. Cuando se encuentran, Jorgen lo invita al casamiento de su hija Anna, que tendrá lugar el día siguiente. 
En la ceremonia, Jacob se da cuenta de que la esposa de Jorgen y madre de Anna, Helene, es una antigua novia suya. Cuando en su discurso, Anna dice que Jorgen no es su padre biológico, Jacob comienza a sospechar que Anna podría ser su hija. Esta sospecha es confirmada por Helene el día siguiente. 
Para poder recibir la donación, Jorgen le dice a Jacob que debe dejar India y mudarse a Dinamarca. Jacob sale enojado de la reunión por la nueva imposición y Jorgen trata de detenerlo contándole que tiene una enfermedad terminal irreversible. Jacob se da cuenta de que todo no ha sido una gran casualidad sino que Jorgen ha planeado la situación para que Jacob quede al cuidado de Helene, Anne y los gemelos Morten y Martin, hijos de Helene y Jorgen.
Anne encuentra a su flamante esposo engañándola con otra mujer y ella acude muy angustiada a refugiarse con Jacob. Él se da cuenta de que su hija y Helene lo van a necesitar y decide aceptar la oferta de Jorgen.
Finalmente, Jorgen muere y Jacob visita India donde ve que las cosas en el orfanato están marchando muy bien. Jacob le pregunta a Pramod si le gustaría irse a vivir con él a Dinamarca, pero Pramod decide quedarse en India.

## Reparto
- Mads Mikkelsen - Jacob Pederson
- Rolf Lassgård - Jørgen Lennart Hannson
- Sidse Babett Knudsen - Helene Hannson
- Stine Fischer Christensen - Anna Louisa Hannson
- Christian Tafdrup - Christian
- Neeral Mulchandani - Pramod